# NGC 7783C
NGC 7783C је елиптична галаксија у сазвежђу Рибе која се налази на NGC листи објеката дубоког неба.
Деклинација објекта је + 0° 21' 25" а ректасцензија 23h 54m 13,8s. Привидна величина (магнитуда) објекта NGC 7783 износи 15,3 а фотографска магнитуда 16,3. NGC 7783C је још познат и под ознакама HCG 98C, PGC 72810.